# یواس‌اس چیمانگو (ای‌ام‌سی-۴۲)
یواس‌اس چیمانگو (ای‌ام‌سی-۴۲) (به انگلیسی: USS Chimango (AMc-42)) یک کشتی بود که طول آن ۹۷ فوت ۵ اینچ (۲۹٫۶۹ متر) بود. این کشتی در سال ۱۹۴۱ ساخته شد.